# Luca della Robbia

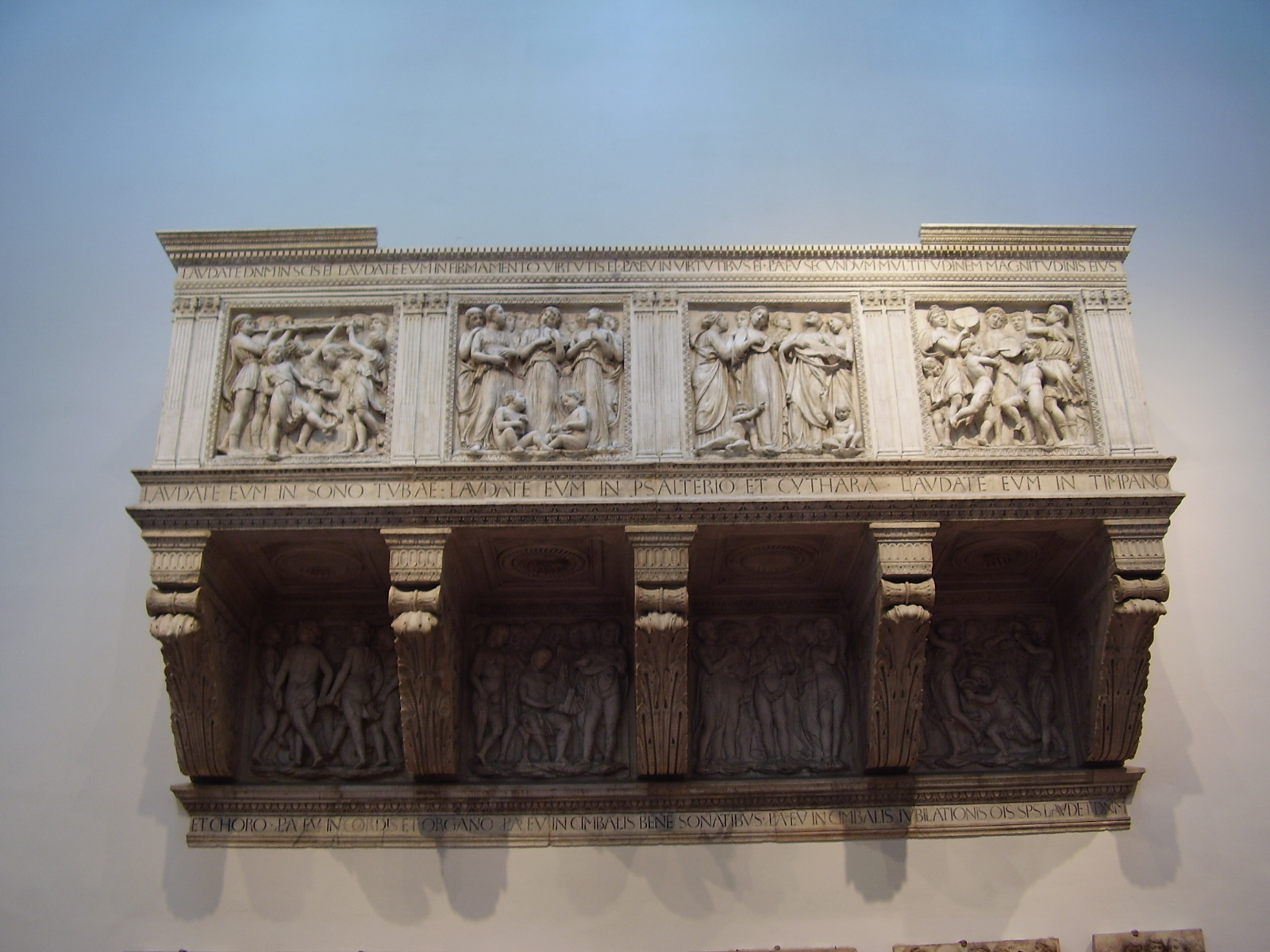
Cantoria van Luca della Robbia in het Museo dell'Opera del Duomo in Florence.

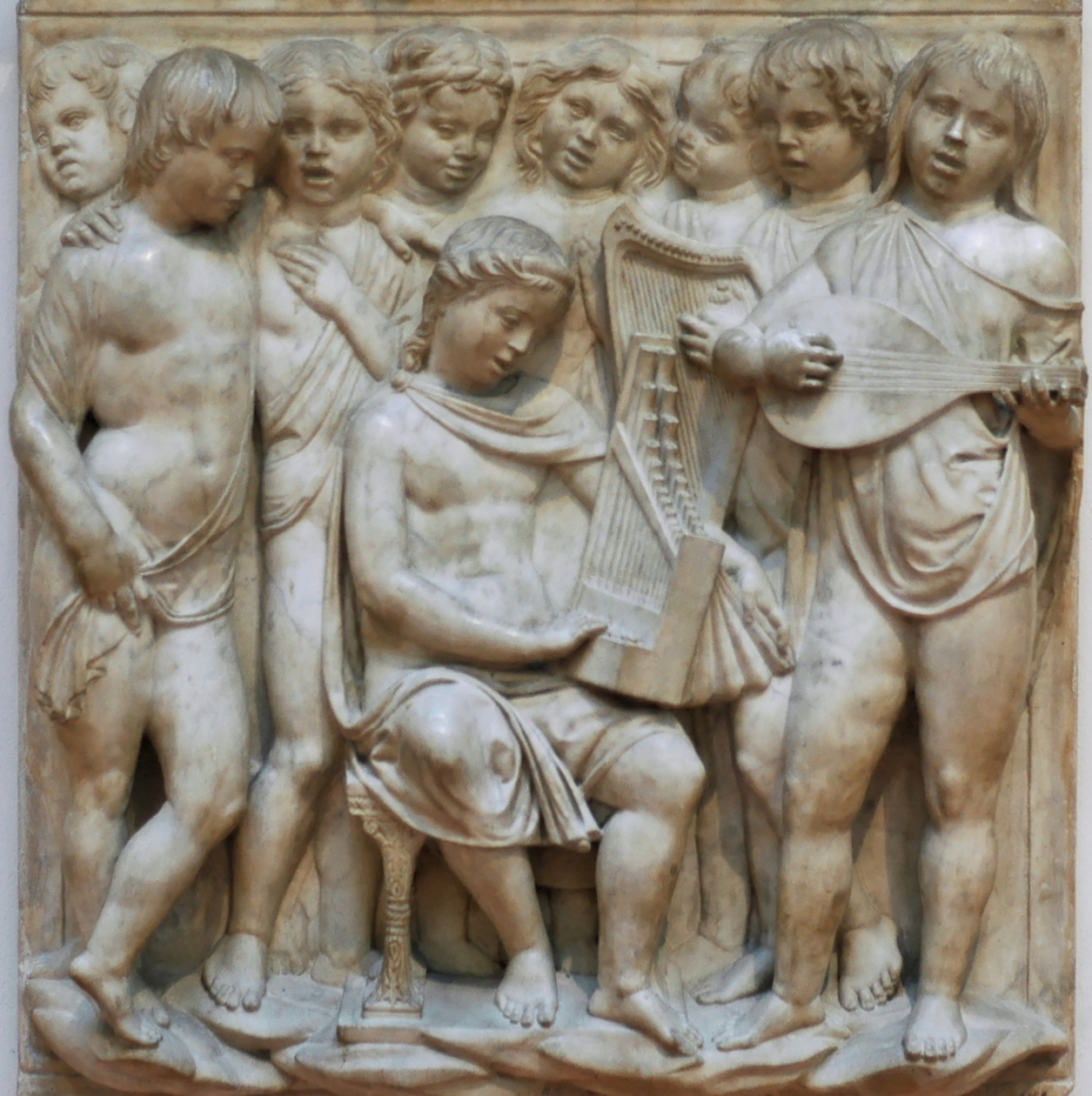
Detail van Cantoria.

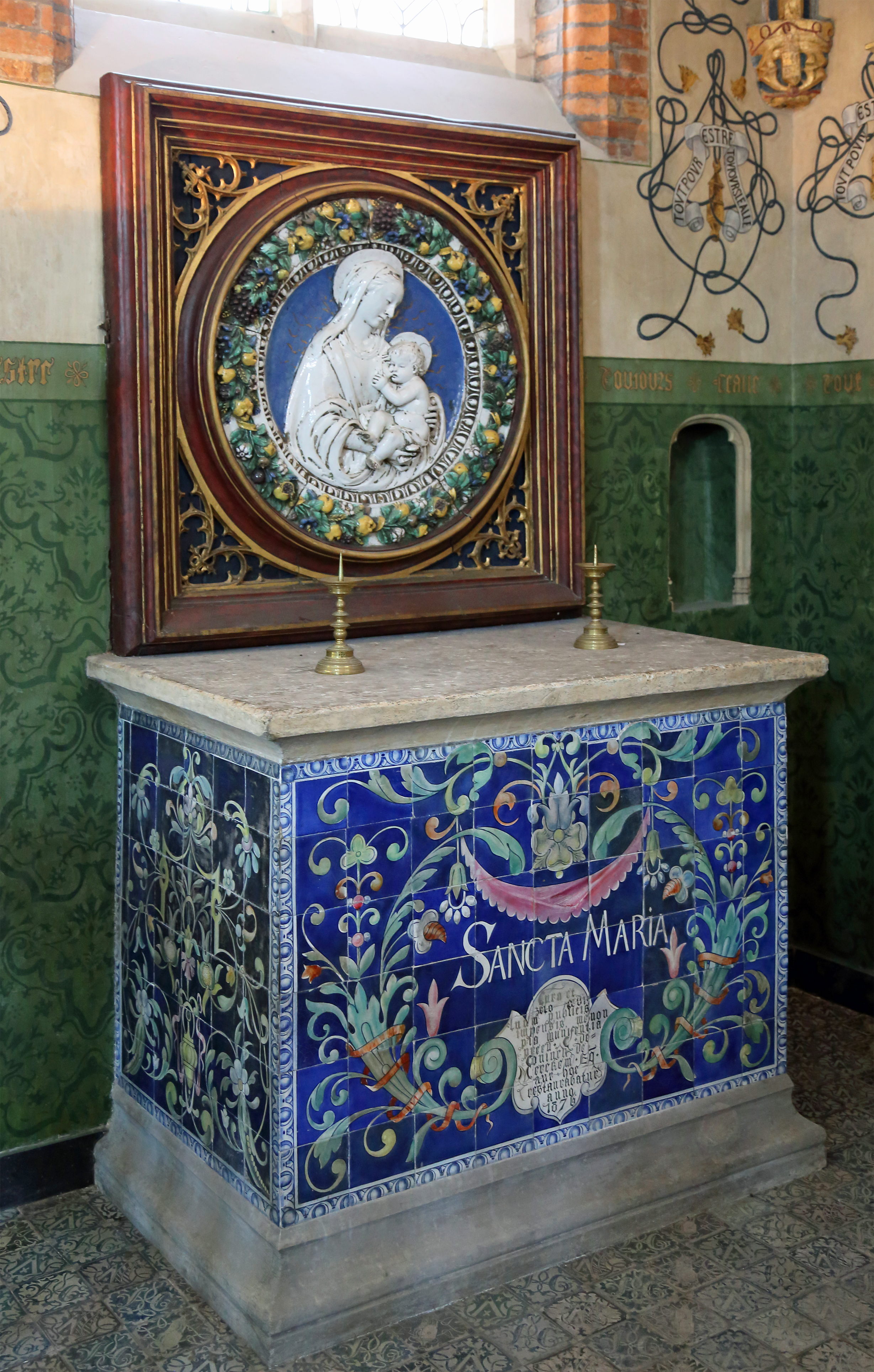
tondo Maria met Kind in de Sint-Jakobskerk te Brugge.

Luca della Robbia (1400-1482) was een Italiaans beeldhouwer. Hij wordt tot de beste beeldhouwers van het quattrocento gerekend en is een van de grondleggers van de vroegrenaissance. Alberti zette Luca della Robbia in zijn traktaat De Pictura (1435) op één lijn met Brunelleschi, Donatello, Ghiberti en Masaccio. 

## Werk
Zijn vroegst bekende werk is een koorkansel voor zangers en muzikanten in de Dom van Florence, waarvoor hij vermoedelijk in 1431 opdracht kreeg. Donatello kreeg twee jaar later de opdracht een pendant te maken.  Beide Cantoria rusten op vijf enorme consoles. Zowel de koorkansel als consoles van Luca della Robbia zijn voorzien van reliëfs. Ze hebben allemaal dansende en musicerende jongens en meisjes als onderwerp die Psalm 150 uitbeelden; de tekst is deels in de lijst boven en onder de reliëfs ingekerfd.
Naast zijn werkzaamheden als beeldhouwer ontwikkelde hij een techniek voor het vervaardigen van geglazuurd terracotta, waarmee hij vooral tondi en lunetten met kleurige reliëfs versierde. Terracotta was een materiaal dat vroeger alleen werd gebruikt voor schalen, kruiken en andere huishoudelijke artikelen, maar voorzien van een laag gekleurd emailglazuur was het een goedkoop alternatief voor marmer en brons, hoewel het ook wel gekozen werd voor zijn textuur en kleur.
In 1441-1442 werkte Luca della Robbia aan het sacramentstabernakel voor de Florentijnse ziekenhuiskerk Santa Maria Nuova, waar hij voor het eerst de gekleurde geglazuurde terracotta gebruikte; het handelsmerk van zijn atelier.
In 1442-1445 werkte hij aan de medaillons in de Pazzi-kapel aan de Basilica Santa Croce in Florence. De muren zijn voorzien van medaillons in tondovorm, voorstellende de twaalf apostelen en in de pendentieven zijn de vier evangelisten uitgebeeld. Voor de evangelisten schijnt hij de ontwerpen van Brunelleschi zelf te hebben gebruikt.
Het serene en bezonkene in zijn reliëfs is te danken aan zijn ongewoon ver doorgevoerde eenvoud; kleuren blijven vaak beperkt tot een achtergrond van prachtig hemelsblauw, tot vruchten of planten en de figuren met hun klassiek gedrapeerde kleding worden vaak wit gelaten zodat zij een hemels licht lijken te verspreiden.
In Italië zijn veel kunstwerken van hem bewaard gebleven. Er hangt bijvoorbeeld nog een Madonna met kind (1445-60, geëmailleerd terracotta) in de Orsanmichele in Florence. Ook wordt in de Sint-Jakobskerk te Brugge een tondo met Maria en kind van hem bewaard (tweede helft vijftiende eeuw). Dit kunstwerk werd door de Florentijn Tommaso Portinari aan deze kerk geschonken.
- Biblioteca Nacional de España: XX1122902
- Bibliothèque nationale de France: cb14979811r (data)
- CiNii: DA08642067
- Gemeinsame Normdatei: 118638688
- International Standard Name Identifier: 0000 0000 7971 2684
- KulturNav: a197a72b-1c97-4470-8299-c13764fe225d
- Library of Congress Control Number: n50078538
- Nationale Bibliotheek van Letland: 000198849
- Bibliotheek van het Japanse parlement: 00515811
- Nationale Bibliotheek van Tsjechië: jcu2010568951
- Nationale Bibliotheek van Israël: 987007279169105171
- Nationale Bibliotheek van Polen: a0000001236024
- Nederlandse Thesaurus van Auteursnamen: 071090681
- RKD-Nederlands Instituut voor Kunstgeschiedenis: 67264
- Istituto Centrale per il Catalogo Unico: NAPV055471
- SNAC: w6g17wd9
- Système universitaire de documentation: 067220738
- Trove: 895276
- Union List of Artist Names: 500009618
- Virtual International Authority File: 17498444
- WorldCat: E39PBJvd8JMdmTWD3gMyCgqvpP